# ISO 15924
Die ISO 15924 ist eine von der Internationalen Organisation für Normung herausgegebene Norm, der Abkürzungen für Schriftsysteme bezeichnet. Jedes Schriftsystem hat sowohl eine vier Zeichen umfassende Abkürzung wie auch einen Zifferncode.
Diese Abkürzungen sind beispielsweise erforderlich, um Zeichen, die in Unicode zusammengeführt wurden (wie Fraktur oder chinesische Schriftzeichen) einer Schrift zuzuordnen und durch Auswahl einer Schriftart ein anderes Aussehen zu geben. Beispielsweise kann so in HTML und XML zwischen Deutsch in lateinischer Schrift (de-Latn) und Deutsch in Fraktur (de-Latf) unterschieden werden. Außerdem ist es z. B. für chinesische Schriftzeichen notwendig, um zwischen vereinfachten und traditionellen Schriftzeichen (besser Kurz- und Langzeichen) zu unterscheiden, mit Hans und Hant für vereinfachte bzw. traditionelle chinesische Schrift, wobei Hani allgemein Schriftzeichen im Chinesischen sowie Kanji im Japanischen als auch Hanja im Koreanischen abdeckt.

## Verwaltung
ISO 15924 wird vom Unicode Consortium verwaltet. 2004 wurde Michael Everson als Registrator benannt.

## Code-Systematik
Die zusätzlich zu den mnemotechnischen Vier-Buchstaben-Codes zugeordneten numerischen Werte stehen in einer Tradition vergleichbarer ISO-Kodierungssysteme und ermöglichen auch Menschen, die die lateinische Schrift nicht oder kaum lesen können, stattdessen mit den in sehr viel mehr Schriftsystemen gebräuchlichen „arabischen“ Ziffern zu arbeiten.

### Nummernbereiche
- 000–099 Hieroglyphic and cuneiform scripts
- 100–199 Right-to-left alphabetic scripts
- 200–299 Left-to-right alphabetic scripts
- 300–399 Alphasyllabic scripts
- 400–499 Syllabic scripts
- 500–599 Ideographic scripts
- 600–699 Undeciphered scripts
- 700–799 Shorthands and other notations
- 800–899 (unassigned)
- 900–999 Private use, alias, special codes

### Besondere Werte
- 900...949 Qaaa–Qabx: 50 Codes reserved for private use.
- 994 Zinh: Code for inherited script
- 995 Zmth: Mathematical notation
- 996 Zsym: Symbols
- 997 Zxxx: Code for unwritten languages
- 998 Zyyy: Code for undetermined script
- 999 Zzzz: Code for uncoded script

## Beispiele
| Nummer | Code | Schrift                           | Beispiel             | Bedeutung           |
| ------ | ---- | --------------------------------- | -------------------- | ------------------- |
| 125    | Hebr | Hebräisch                         | שלום                 | Schalom             |
| 215    | Latn | Lateinisch                        | Caesar               | Cäsar               |
| 220    | Cyrl | Kyrillisch (modern)               | Москва́               | Moskau              |
| 200    | Grek | Griechisch                        | Αθηνά                | Athene              |
| 286    | Hang | Hangŭl (Hangeul)                  | 반도                 | Halbinsel           |
| 160    | Arab | Arabisch                          | جزيرة العرب          | Arabische Halbinsel |
| 500    | Hani | Han (Hanzi, Kanji, Hanja)         | 字 / 字 / 字         | Schrift             |
| 501    | Hans | Han (simplified)                  | 汉                   | Han                 |
| 502    | Hant | Han (traditional)                 | 漢                   | Han                 |
| 410    | Hira | Hiragana                          | しのい               | Shinoi              |
| 411    | Kana | Katakana                          | カウンティ           | County              |
| 412    | Hrkt | Hiragana + Katakana               | しのいカウンティ     | Shinoi County       |
| 413    | Jpan | Hiragana + Katakana + Han (Kanji) | しのいカウンティ東武 | Shinoi County Tōbu  |
| 315    | Deva | Devanagari                        | योग                   | Yoga                |
| 330    | Tibt | Tibetische Schrift                | ལ་དྭགས                | Ladakh              |
| 120    | Tfng | Tifinagh (Berber, Tuareg)         | ⵎⵓⵕⵕⴰⴽⵓⵛ             | Marokko             |